# Камышлеева, Ольга Александровна
Ольга Александровна Камышлеева (нидерл. Olga Kamychleeva; род. 21 апреля 1973, Минск, Белорусская ССР) — советская, затем белорусская и нидерландская шашистка, международный гроссмейстер, чемпионка мира по международным шашкам 2003 года, победитель командного чемпионата мира (2022) в составе сборной Нидерландов, трёхкратная чемпионка Белоруссии и чемпионка Нидерландов.

## Биография
Училась в СШ № 132 Минска. Окончила БГПА.

## Спортивная карьера
Ольга Камышлеева начала играть в шашки с десяти лет. Уже в 1986 году она выиграла женский чемпионат Белорусской ССР по международным шашкам и стала самой юной участницей XII чемпионата СССР. В 1989 году Госкомспорт СССР присвоил ей звание Мастера спорта СССР по международным шашкам. В 1992 году она заняла пятое место в чемпионате мира среди девушек, а на следующий год уже попала в число призёров на чемпионате мира в Брюнссюме, поделив второе место с Еленой Читайкиной.
В 1993 и 1996 годах Ольга дважды выигрывала чемпионат уже независимой Беларуси по международным шашкам. Со второй половины 1990-х годов, перебравшись на постоянное место жительства в Нидерланды, где она проживает в городе Херлене, она выступает под флагом этой страны и участвует во внутренних личных (до 2003 года) и командных первенствах. Она выиграла личный чемпионат Нидерландов в 2003 году, а в 1997, 1998, 2001 и 2002 годах попадала в число призёров. На счету Камышлеевой также победы в чемпионатах Нидерландов по блицу 2016, 2017 и 2022 годов.
С 1997 года участие Ольги в чемпионатах мира стало регулярным. В Миньске-Мазовецком она поделила второе место с местной шашисткой Эвой Минкиной, пропустив вперёд только Зою Голубеву. В дополнительном матче за право сразиться с Голубевой за шашечную корону на следующий год Минкина оказалась сильней. В следующие два цикла Камышлеева не попадала в число призёров на чемпионатах мира, хотя и не отпускала медалисток далеко, занимая места сразу за пьедесталом. В 2000 году она завоевала бронзовую медаль на чемпионате Европы, а в 2003 году в Заутеланде (Нидерланды) стала чемпионкой мира. Через год в Уфе в матче против Тамары Тансыккужиной Камышлеева была близка к тому, чтобы повторить успех, выиграв первый сет трёхсетового поединка, но остальные два проиграла. После этого она не участвовала и в личных чемпионатах Нидерландов и Европы, но продолжает выступать в командных первенствах страны и провинции.
В сезоне 2005-2006 выступала за бельгийский клуб  Roderland и вместе с ним стала второй на чемпионате Бельгии по международным шашкам среди клубов.
В 2015 году после длительного перерыва выступила на чемпионате мира и завоевала бронзу. После отказа Зои Голубевой от участие в матче за звание чемпионки мира играла с серебряным призёром этого чемпионата Наталией Садовской.

## Статистика участия в чемпионатах мира и Европы по международным шашкам
| Год  | Уровень | Место проведения | Турнир / матч          | Результат     | Место |
| ---- | ------- | ---------------- | ---------------------- | ------------- | ----- |
| 1993 | ЧМ      | Брюнссюм         | Турнир                 | 4+6=1-        | 2     |
| 1997 | ЧМ      | Миньск-Мазовецки | Турнир                 | 5+5=3-        | 3     |
| 1999 | ЧМ      | Якутск           | Турнир (швейц.)        | 3+6=0-        | 4     |
| 2000 | ЧЕ      | Запорожье        | Турнир (швейц.)        | 2+6=0-        | 3     |
| 2001 | ЧМ      | Велп             | Турнир (швейц.)        | 3+5=1-        | 5     |
| 2002 | ЧЕ      | Вильнюс          | Турнир (швейц.)        | 3+5=1-        | 7     |
| 2003 | ЧМ      | Заутеланде       | Турнир                 | 6+7=0-        | 1     |
| 2004 | ЧМ      | Уфа              | Матч с Т. Тансыкужиной | 1+2- по сетам | 2     |
| 2015 | ЧМ      | Ухань            | Турнир                 | 5+10=0-       | 3     |
| 2016 | ЧМ      | Карпач           | Матч с Н. Садовской    | 28-56         | 2     |

1. ↑  Разделила 2-3 места с  Е. Читайкиной
2. ↑  Разделила 2-3 места с  Э. Шаллей-Минкиной, проиграла дополнительный матч 8:4